# Barragem de Toulica
A Barragem de Toulica, construída sobre o leito da ribeira da Toulica, localiza-se no Município de Idanha-a-Nova, Distrito de Castelo Branco, em Portugal. A barragem foi projectada em 1975 e entrou em funcionamento em 1979.

## Barragem
É uma barragem de aterro (terra zonada). Possui uma altura de 16 m acima da fundação (14 m acima do terreno natural) e um comprimento de coroamento de 319 m (largura 8 m). O volume da barragem é de 122.000 m³. Possui uma capacidade de descarga máxima de .. (descarga de fundo) + 17,6 (descarregador de cheias) m³/s.

## Albufeira
A albufeira da barragem apresenta uma superfície inundável ao NPA (Nível Pleno de Armazenamento) de 0,464 km² e tem uma capacidade total de 2,02 Mio. m³ (capacidade útil de 1,59 Mio. m³). As cotas de água na albufeira são: NPA de 287,5 metros, NMC (Nível Máximo de Cheia) de 288,5 metros e NME (Nível Mínimo de Exploração) de .. metros.